# Municipio de Copainalá
El municipio de Copainalá es uno de los 124 municipios en que se encuentra dividido el estado mexicano de Chiapas. Se encuentra en el noroeste del territorio del estado, su cabecera es la ciudad del mismo nombre.

## Toponimia
El nombre Copainalá se proviene del náhuatl interpreta como "lugar de las culebras que corrieron".

## Geografía
El municipio de Copainalá se encuentra localizado en el noroeste del estado. Tiene una superficie aproximada de 346 km² e integra la región socioeconómica III Mezcalapa.

Sus coordenadas geográficas extremas son 17° 00' 09"- 17° 13' 42" de latitud norte y 93° 08' 06"- 93° 22' 49" de longitud oeste.
Limita al este con el municipio de Coapilla, al noreste con el municipio de Ocotepec, al norte con el municipio de Francisco León, al oeste con el municipio de Tecpatán, al sur con el municipio de San Fernando al sureste con el municipio de Chicoasén, y al suroeste con el municipio de Berriozábal.
Según la clasificación climática de Köppen, el clima corresponde al tipo Am - Tropical monzónico.

## Demografía
De acuerdo a los resultados del Censo de Población y Vivienda de 2020 realizado por el Instituto Nacional de Estadística y Geografía, la población total del municipio es de 22 192 habitantes, lo que representa un crecimiento promedio de 0.54% anual en el período 2010-2020 sobre la base de los 21 050 habitantes registrados en el censo anterior. Al año 2020 la densidad del municipio era de 64,06 hab/km².
| Gráfica de evolución demográfica de Municipio de Copainalá entre 2000 y 2020 |
|                                                                              |
| Fuente: Instituto Nacional de Estadística Geografía e Informática            |

El 48.9% de los habitantes eran hombres y el 51.1% eran mujeres. El 89.3% de los habitantes mayores de 15 años (13 857 personas) estaba alfabetizado. La población indígena sumaba 3830 personas.
Según los datos obtenidos en el censo de 2020, la situación de pobreza extrema afectaba al 19.1% de la población (4257 personas).

### Localidades
En el censo de 2020 el municipio de Copainalá contaba con 114 localidades.
| Código INEGI      | Localidad          | Población (2020) |
| ----------------- | ------------------ | ---------------- |
| 070210001         | Copainalá          | 7 125            |
| 070210002         | Ángel Albino Corzo | 1 401            |
| 070210013         | Benito Juárez      | 1 120            |
| Otras localidades | Otras localidades  | 12 546           |
| Total municipal   | Total municipal    | 22 192           |

## Política

### Representación legislativa
Para la elección de diputados locales al Congreso de Chiapas y de diputados federales a la Cámara de Diputados federal, el municipio de Copainalá se encuentra integrado en los siguientes distritos electorales:
Local:
- Distrito electoral local 12 de Chiapas con cabecera en Pichucalco.[15]

Federal:
- Distrito electoral federal 4 de Chiapas con cabecera en Pichucalco.[16]

## Salud y educación
En 2010 el municipio tenía un total de 4 unidades de atención de la salud, con 13 personas como personal médico. Existían 48 escuelas de nivel preescolar, 59 primarias, 10 secundarias, 2 bachilleratos, 6 escuelas de formación para el trabajo y 18 escuelas primarias indígenas.

## Actividades económicas
Las principales actividades económicas del municipio son el comercio minorista, la prestación de servicios de alojamiento temporal y preparación de alimentos y bebidas y, en menor medida, la prestación de servicios generales no gubernamentales.